# Fontaine du Parvis Notre-Dame
La fontaine du parvis Notre-Dame est une fontaine publique de Paris située sur le parvis Notre-Dame, devant la cathédrale Notre-Dame, dans le 4e arrondissement. Trois fontaines se sont succédé sur le parvis : la première, construite en 1625 et détruite en 1748 ; la deuxième, une fontaine du décret de Saint-Cloud, construite en 1806 et détruite à une date inconnue ; et la troisième, une fontaine Millénaire, en place depuis 2000.

## Première fontaine (1625-1748)

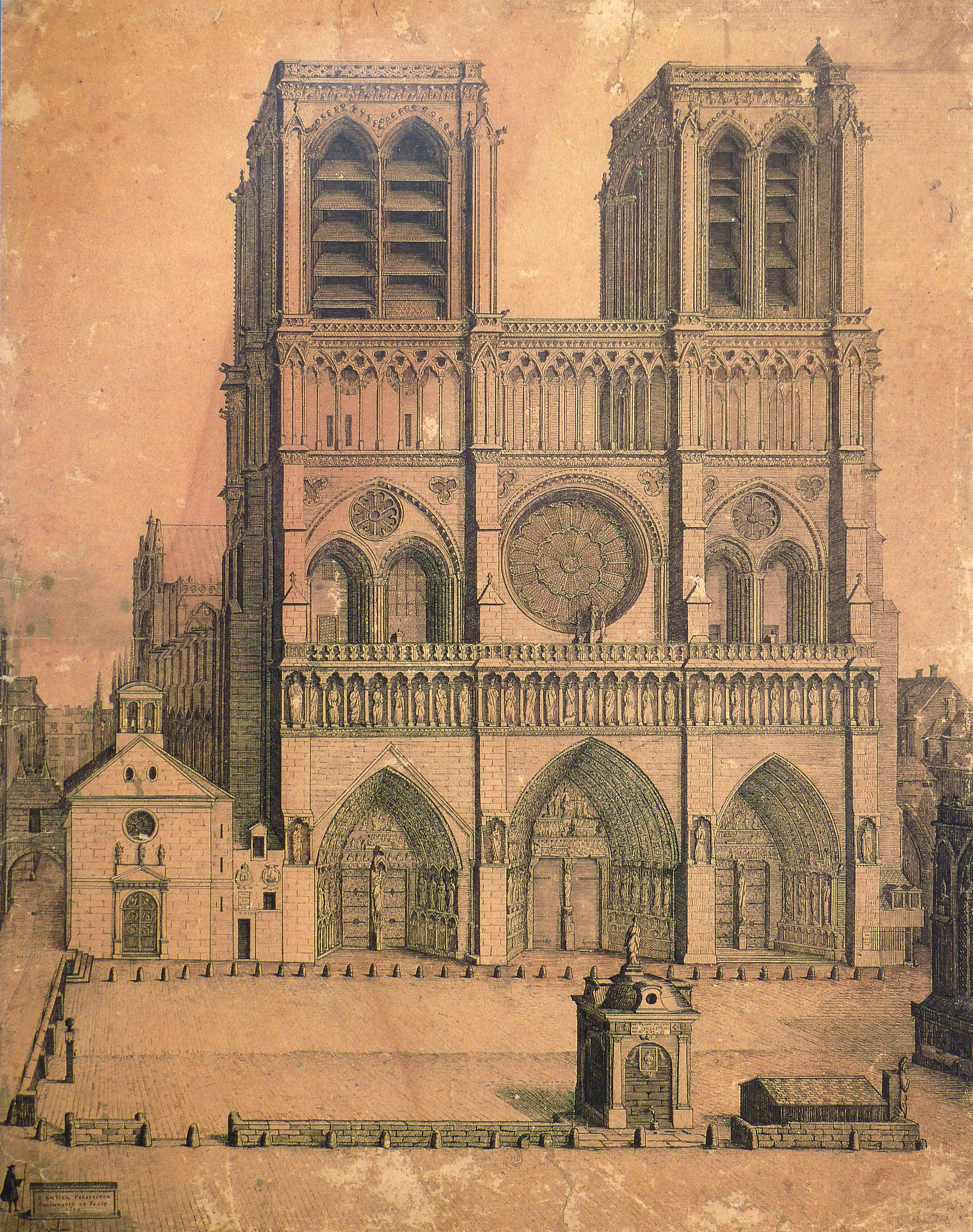
Dessin daté de 1699, la fontaine et à droite la statue du Jeûneur.

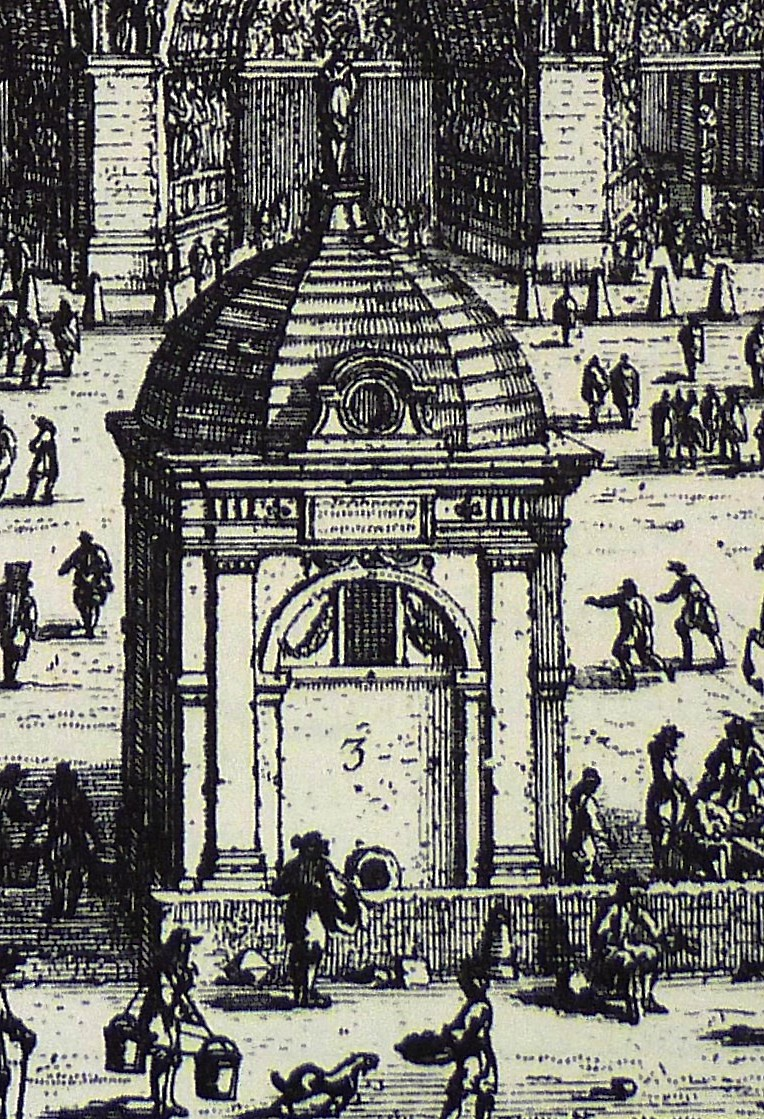
La fontaine, détail d'une gravure, cabinet des Estampes, Paris.

### Historique
Cette fontaine destinée à alimenter les habitants de l'Île de la Cité en eau courante est construite en 1625 par l'architecte Augustin Guillain et décorée par le sculpteur Francesco Bordoni. Elle est alimentée (après 1671) par la pompe Notre-Dame. En 1748, à l'occasion de la restructuration du parvis qu'elle encombrait quelque peu, elle est détruite ainsi que le bâtiment d'échoppes contigu et la statue du Jeûneur.

### Description
La fontaine se présentait sous la forme d'un édicule carré couvert d'un toit en coupole au sommet duquel se tenait un groupe sculpté et une croix. Une plaque portait une inscription latine qui a été relevée :
« QVI SITUS HUC TENDAS, DESUNT SIT PORTE LIQUORES,
PROGEDERE ÆTERNAS DIVA PARABIT AQUAS »
La traduction suivante est proposée : « Approchez ici vous qui êtes altérés, et si par hasard mes eaux ne vous suffisent point, avancez jusque dans le temple, la Vierge qu'on y invoque vous prépare des eaux éternelles. »

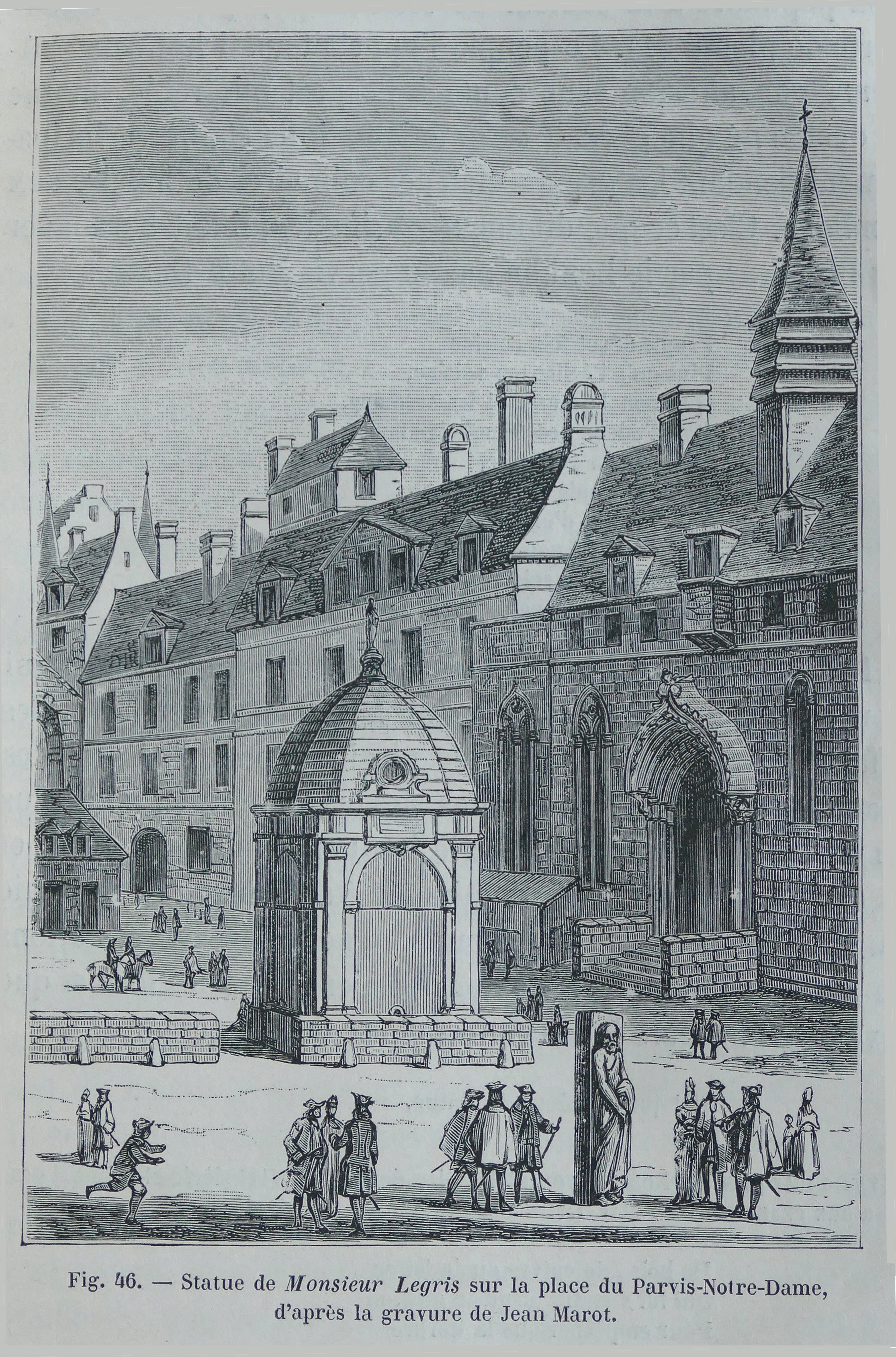
Statue Monsieur Legris, d'après une gravure de Jean Marot, Les rues du Vieux Paris, Victor Fournel, 1879.

### La statue du Jeûneur
Près de la fontaine se tenait un bâtiment abritant des échoppes de marchands sur lequel s'appuyait une haute statue énigmatique et populaire dans le petit peuple de Paris et dont l'origine se perdait dans le passé. Elle représentait un homme tenant un livre grossièrement sculpté dans un bloc longiligne et qui, pour certains, était Esculape, pour d'autres le Christ. Elle était communément appelée statue du Jeûneur bien que la signification de cette appellation ne soit pas expliquée. D'autre noms étaient donnés à cette statue comme Monsieur Legris. Elle était censée représenter le point de départ des routes de France et sous la Fronde elle a été utilisée dans des Mazarinades. En 1748, elle a été détruite en même temps que la fontaine. Une publication en 1911-1912 dans le bulletin de la Société historique et archéologique du IVe arrondissement de Paris étudie en détail cette statue.

## Deuxième fontaine (1806-?)
Pour pallier la perte de la fontaine du parvis, une autre fontaine est conçue en 1806, dans le cadre des fontaines du décret de Saint-Cloud. Elle était adossée au bâtiment de l'Hôtel-Dieu sur le côté du parvis et se composait de deux vases à l'antique sculptés en pierre et décorés de bas-reliefs, ils se trouvaient de part et d'autre de la porte du bâtiment, dans une niche et sur un piédestal où un mascaron de bronze délivrait l'eau. Ces éléments ont été enlevés et se trouveraient aujourd'hui à l'hôpital Lariboisière.

## Troisième fontaine (2000)

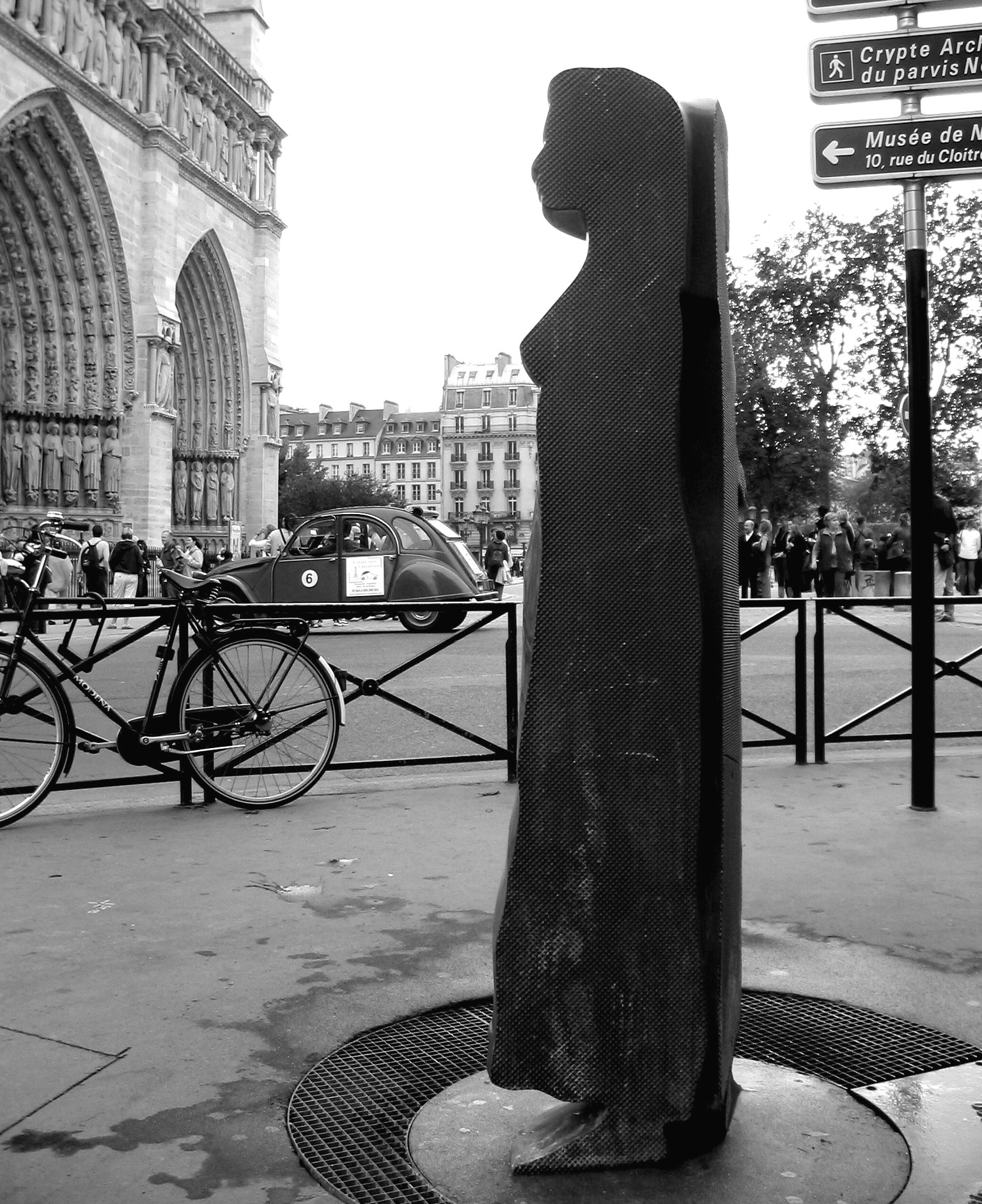
Fontaine Millénaire en place depuis 2000.

De nos jours, une Fontaine Millénaire est installée depuis 2000 sur le parvis Notre-Dame - place Jean-Paul-II, au croisement avec la rue d'Arcole.